# Bruno Conti
Pour les articles homonymes, voir Conti.
Bruno Conti  est un footballeur international italien, né le 13 mars 1955 à Nettuno. Il évoluait au poste de milieu offensif, principalement à l'AS Rome et en équipe d'Italie.

## Biographie

### En club
Conti joue la quasi-totalité de sa carrière avec le club de l'AS Rome, équipe où il évolue pendant 15 saisons.
Avec la Roma, il dispute un total de 303 matchs en Serie A, inscrivant 37 buts. Il joue également neuf matchs en Coupe d'Europe des clubs champions (un but), 14 en Coupe de l'UEFA (deux buts), et onze en Coupe des coupes. Il atteint la finale de la Coupe d'Europe des clubs champions en 1984, en étant battu par le club anglais de Liverpool après une séance de tirs au but.
Avec la Roma, il remporte le scudetto en 1983. Il gagne également quatre Coupes d'Italie.
Il est aujourd'hui le directeur technique de la Roma, et en a même été l'entraîneur pendant plusieurs mois, lors de la saison 2004-2005.
Pour la 1ère journée de la saison 2023-24 de Série A, il est choisi pour assurer la fonction d'entraîneur principal de l'AS Roma après les suspensions de José Mourinho et de son adjoint.

### En équipe nationale
Bruno Conti reçoit 47 sélections en équipe d'Italie entre 1980 et 1986, inscrivant cinq buts. Toutefois, certaines sources font mention de seulement 46 sélections.
Il joue son premier match en équipe nationale le 11 octobre 1980, contre le Luxembourg. Ce match gagné 0-2 à Luxembourg City rentre dans le cadre des éliminatoires du mondial 1982. Il inscrit son premier but le 15 novembre 1980, contre la Yougoslavie, lors de ces mêmes éliminatoires (victoire 2-0 à Turin).
Bruno Conti est sacré champion du monde en 1982 avec l'Italie lors du mondial organisé en Espagne. Titulaire indiscutable, il joue sept matchs lors de ce tournoi, marquant un but au premier tour contre le Pérou. Il se voit désigné comme l'un des meilleurs joueurs de la compétition.
Il dispute ensuite la Coupe du monde 1986 organisée au Mexique. L'Italie ne connaît cette fois-ci pas le même parcours puisqu'elle se voit éliminée en huitièmes de finale par l'équipe de France. Une nouvelle fois titulaire, Conti joue quatre matchs lors de ce mondial.

## Palmarès

### Joueur
- Vainqueur de la Coupe du monde 1982 avec l'équipe d'Italie
- Finaliste de la Coupe d'Europe des clubs champions en 1984 avec l'AS Rome
- Champion d'Italie en 1983 avec l'AS Rome
- Vice-champion d'Italie en 1981, 1984 et 1986 avec l'AS Rome
- Champion d'Italie de Serie B en 1976 avec le Genoa CFC
- Vainqueur de la Coupe d'Italie en 1980, 1981, 1984 et 1986 avec l'AS Rome

### Entraîneur
- Finaliste de la Coupe d'Italie en 2005 avec l’AS Rome

## Statistiques

### Buts internationaux
| 1er | 15 novembre 1980 | Stadio Olimpico di Torino, Turin, Italie            | Éliminatoire Coupe du Monde 1982 | V 2-0 | Yougoslavie | 75e |
| 2e  | 14 novembre 1981 | Stadio Olimpico di Torino, Turin, Italie            | Éliminatoire Coupe du Monde 1982 | N 1-1 | Grèce       | 61e |
| 3e  | 18 juin 1982     | Stade Balaídos, Vigo, Espagne                       | 1er tour Coupe du Monde 1982     | N 1-1 | Pérou       | 19e |
| 4e  | 4 février 1984   | Stade olympique, Rome, Italie                       | Match amical                     | V 5-0 | Mexique     | 50e |
| 5e  | 3 avril 1985     | Stade Cino-et-Lillo-Del-Duca, Ascoli Piceno, Italie | Match amical                     | V 2-0 | Portugal    | 40e |